# Герб Сеути
Герб Сеути — герб автономного міста Сеута, схожий на герб Португалії. Місто було захоплено королем Жуаном Португальським 21 серпня 1415 року, і зберігло герб після розпаду Іберійської унії.

## Опис
Щит коронований короною маркізів. На щиті, на білому тлі у формі хреста зображено 5 малих синіх щитів. На малих щитах зображено по 5 срібних безантів. Краями великого щита широка червона облямівка з сімома золотими замками.